# Cryptolabis barilochensis
Cryptolabis barilochensis är en tvåvingeart som beskrevs av Alexander 1929. Cryptolabis barilochensis ingår i släktet Cryptolabis och familjen småharkrankar. Inga underarter finns listade i Catalogue of Life.